# 西胪乌酥杨梅
西胪乌酥杨梅，是一种优稀品种的杨梅，为中国广东省汕头市潮阳区西胪镇的一种特产果类。其外观色泽鲜亮呈深紫红色，果肉酥脆而结实，核小且酥。自元朝开始，西胪镇内輋村便已种植杨梅。相传到了清末，内輋村农民郑董懂得从优良杨梅单株里进行选育嫁接繁殖出乌酥杨梅。西胪乌酥杨梅于1986年被评为广东省优稀名果。